# Awin-Pare jezici
Awin-Pare jezici (Awin-Pa), malena skupina transnovogvinejskih jezika koji se govore u Papui Novoj Gvineji u provinciji Western. Obuhvaća svega dva jezika kojim govori ukupno 10,000 ljudi (2003), to su: aekyom [awi] (8,000; 1987 UBS) i pare [ppt] (2,000; 1990 UBS).
Jezik kamula [xla], koji se nekada priključivao ovoj skupini danas se vodi kao posebna skupina transnovogvinejskih jezika

## Klasifikacija
Transnovogvinejski jezici
Awin-Pare (2) jezika: Aekyom, pare

## Vanjske poveznice
- Ethnologue (14th)